# 道德的火焰 (2017年电视剧)
《道德的火焰2017》（羅馬化：Plerng Boon）是一部由Maker Y制作，纳缇雅·茜拉孔威莱编剧，纳瓦·君拉纳拉、珍妮·提恩坡苏皖、蓝妮·卡彭、路易斯·斯科特领衔主演的泰国情节剧。此剧改编自泰国作家克里希纳·阿索克辛的同名泰语小说，于2017年8月3日至2017年9月28日，每周三至周四晚上8时20分至10时50分通过泰国第3电视台播出，接档《萌主密探》，播出后获得良好的反响。

## 演员阵容

### 领衔主演
- 纳瓦·君拉纳拉 饰演 Rerk
- 珍妮·提恩坡苏皖（英语：Janie Tienphosuwan） 饰演 Jai Rerng
- 蓝妮·卡彭 饰演 Pimala（Pim）
- 路易斯·斯科特 饰演 Terdpan（Terd）

### 其他演员
- 娜琳迪帕·莎功昂格派 饰演 Malaiwan（Wan）
- 普林玛纳·苏望南侬 饰演 Prem
- 纳帕·戈马拉昆 饰演 Rit
- 帕维努·彭那空 饰演 Pitchawa（Pitchy）
- 素塔缇·乌缇彩帕蒂 饰演 Ard
- 埃达玛·丘维盘 饰演 Paramee（Mee）
- 苏普拉妮·查伦波 饰演 Malee

### 客串演员
- 斯棠·潘普 饰演 Wilawan
- 恰约隆·西岚亚堤迪 饰演 Suratin（Tin）
- 大卫·亚沙维侬 饰演 Peter
- 瓦拉潘·魏特拉库 饰演 Jang